# Palacio de Kew
El palacio de Kew es un antiguo palacio real británico ubicado en los Reales Jardines Botánicos de Kew, bordeando el río Támesis, al norte de Londres. A lo largo de la historia, ha habido al menos cuatro palacios en Kew, de los cuales tres han recibido el apelativo «palacio de Kew»; es probable que el primer edificio no haya tenido dicho nombre, ya que no hay registros oficiales sobre el tema. Uno de esos palacios sigue en pie en la actualidad y puede ser visitado. Lo mantiene una entidad independiente, Historic Royal Palaces, que no recibe fondos monetarios del gobierno o de la Corona.
En julio de 2003, se incluyó como parte del recinto de los «Reales Jardines Botánicos de Kew» en la lista de sitios Patrimonio de la Humanidad por la Unesco.

## El primer palacio de Kew
No se sabe mucho acerca de este edificio, excepto que la reina Isabel I se lo otorgó a Robert Dudley, su amigo de la infancia y su cortesano favorito. Una carta de otro de los cortesanos de Isabel sugiere que el palacio fue la principal residencia de Dudley cercana a Londres, y es posible que haya sido denominada "Casa de Leicester".

## El segundo palacio de Kew
Este palacio fue construido en 1631 por Samuel Fortrey. Al principio perteneció a la familia Smith, y más adelante pasó a ser propiedad de Samuel Molyneux, secretario de Jorge II, por matrimonio.
Federico Luis de Gales tomó prestada la casa durante mucho tiempo, y poco a poco la convirtió en una residencia frecuente; recibía de manera ocasional allí a su poeta favorito, James Thomson, autor de "The Seasons". En 1738, otro poeta, Alexander Pope, le regaló un perro al príncipe Federico, con el siguiente verso inscrito en su collar:

Soy el perro de Su Alteza en Kew.
Por favor dígame, señor, ¿de quién es usted el perro?
I am His Highness' dog at Kew.
Pray tell me, sir, whose dog are you?
Alexander Pope

La casa albergaba varias pinturas de artistas renombrados, incluyendo una serie de obras de Canaletto y la famosa pintura de la galería de Florencia de Zoffany, que residía en las cercanías. Los jardines, de casi medio kilómetro cuadrado de superficie, fueron diseñados por el arquitecto William Chambers, uno de los grandes maestros de la jardinería ornamental inglesa.

## El tercer palacio de Kew

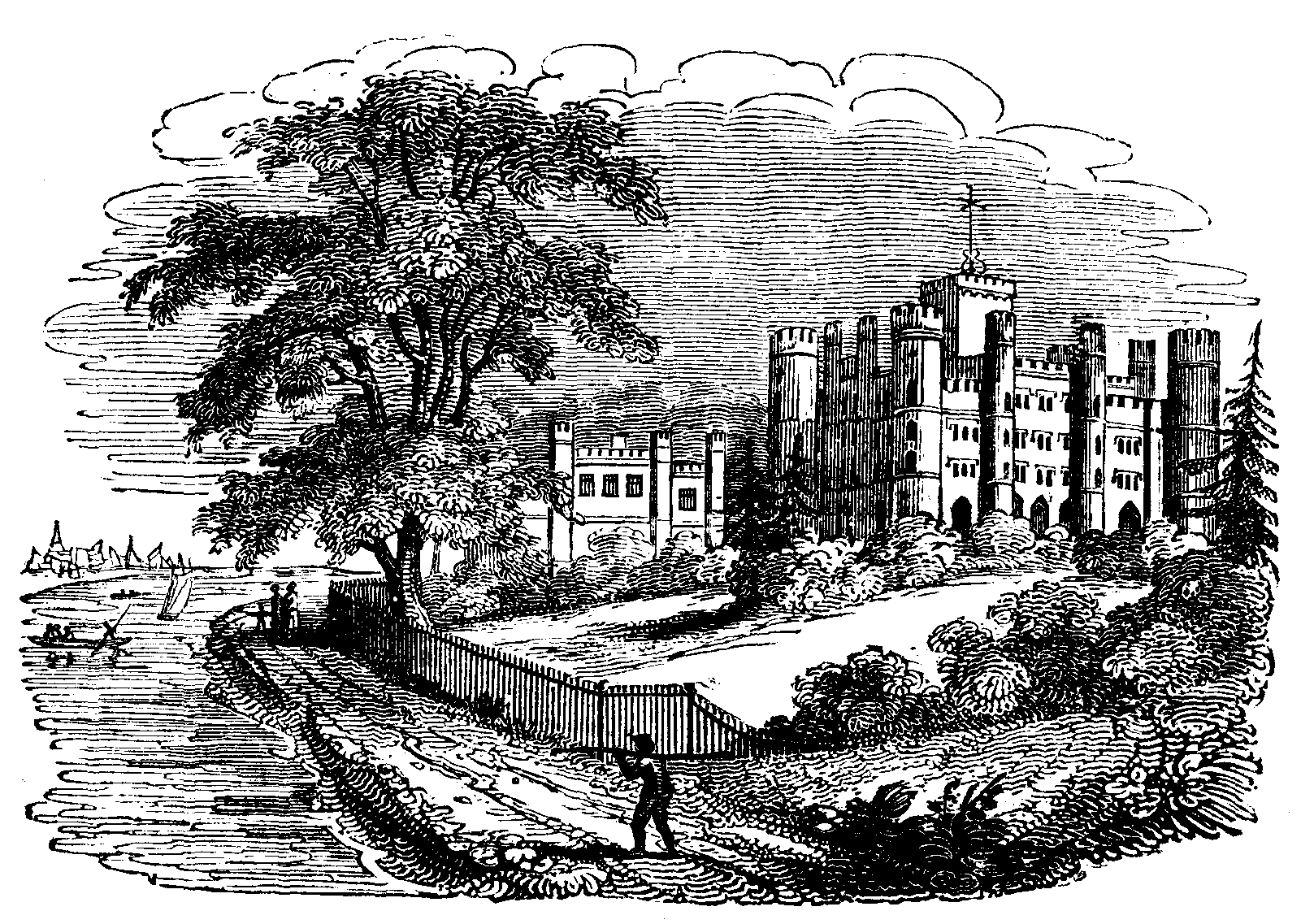
El palacio de Kew de Jorge III

Este edificio fue diseñado por el rey Jorge III y James Wyatt. Se comenzó a construir en 1802, con un estilo neogótico propio de los castillos que atrajo algunas críticas, ya que se consideraba demasiado simple para una figura de su importancia. Después del confinamiento del rey en Windsor, la reina Carlota se negó a vivir en el nuevo edificio. Fue demolido en 1828, durante el reino de su hijo, Jorge IV.
Según un crítico contemporáneo, «esta estructura gótica con forma de castillo debe considerarse como una producción abortiva, en su momento un ejemplo del mal gusto y del juicio defectuoso. Desde la pequeña dimensión de las ventanas hasta la diminuta proporción de sus torres, parece poseer ventanas que dejan fuera la luz y pasajes que llevan a la nada». Después del poco feliz cautiverio del arquitecto «real», se suspendieron las obras y el edificio quedó sin terminar. Sin embargo, continuaron la censura y las críticas negativas hacia el palacio por su estilo arquitectónico, ya sea consecuencia de los caprichos reales o de la poca capacidad profesional.

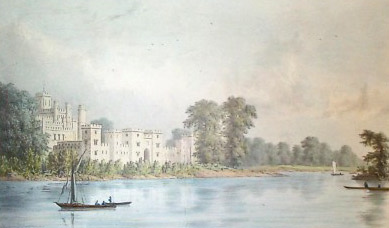
Una ilustración del nuevo palacio de Kew, de William Westall, 1823

La parte norte fue construida para el uso del servicio doméstico; el edificio entero era resistente al fuego, lo que significa que ninguna chispa o incendio accidental podría derrumbarlo. Además, estaba ubicado cerca del Támesis, lo que también responde a los gustos familiares de Jorge III, heredados de su antecesor, Jorge II. Sir Richard Phillips (1767–1840), en "A Morning's Walk from London to Kew" (1817), comparó el palacio con «el palacio de la Bastilla, por su parecido con dicho edificio, tan ajeno a la libertad y a los hombres libres». Agregó: «en una ocasión vi su interior, que no explica en absoluto el aspecto exterior: es una serie de armarios, vestidores y habitaciones que recuerdan salas de oración».

## El cuarto palacio de Kew

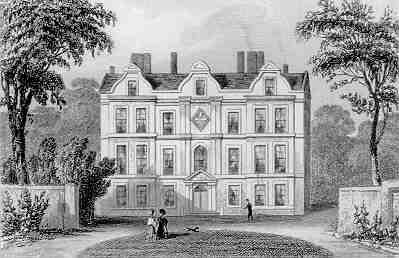
El edificio que en la actualidad se conoce como palacio de Kew en 1735, conocido originalmente como "casa de Holanda".

El edificio que en la actualidad se conoce como palacio de Kew era, al principio, una mansión de proporciones moderadas conocida como «casa de Holanda». Jorge III la tomó en préstamo por un largo período de tiempo por parte de los descendientes de sir Richard Levett, un poderoso comerciante y antiguo alcalde de Londres, que se lo había comprado al nieto del propietario original, un mercader holandés que había construido la casa en 1663.
Originaria de Sussex, la familia Levett (cuyo nombre proviene de la villa de Livet en Normandía) conservó la propiedad de la casa y de otras tierras del complejo Kew, hasta el 13 de octubre de 1781, cuando Jorge III compró la casa de Holanda por veinte mil libras esterlinas. Antes de eso, ya en 1734 varios miembros de la familia real habían residido allí, después de alquilársela a los herederos de Levett; de hecho, en una pintura de Philip Mercier en la que puede verse al príncipe Federico tocando el violonchelo junto a sus hermanas, perteneciente a la colección de la National Portrait Gallery de Londres y fechada en 1733, aparece la casa como fondo. En 1735, el arquitecto William Kent diseñó los planos para un enorme palacio palladiano, al estilo de Stowe, pero jamás llegó a ejecutarse. 

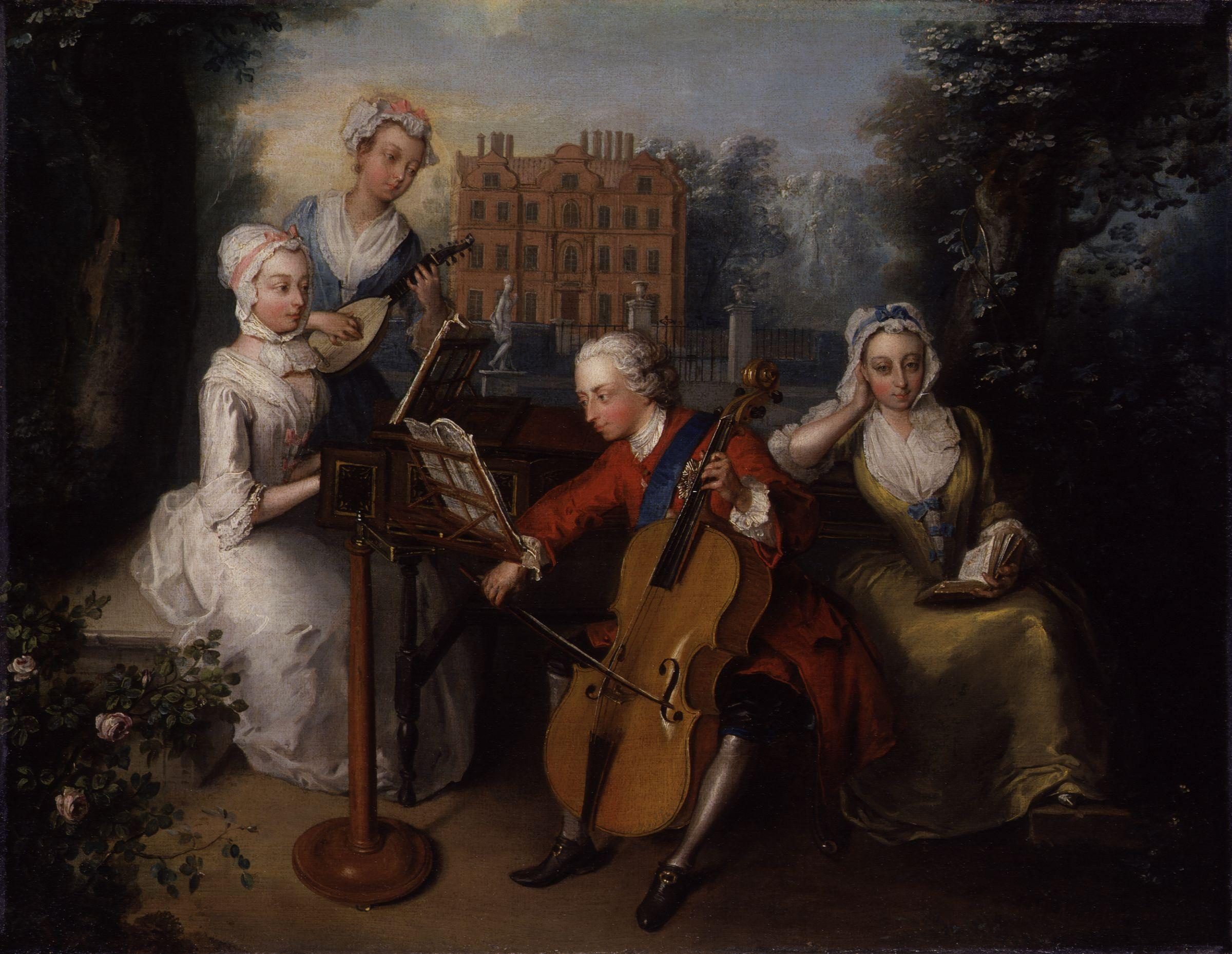
Retrato de Federico Luis de Gales con sus hermanas, por Philip Mercier (1733). En el fondo puede verse la casa de Holanda

Se esperaba que Jorge III residiera por poco tiempo en la Casa holandesa, mientras se construía su ya descrito palacio gótico: al principio la familia real vivió en Richmond Lodge, pero a medida que fue creciendo fue necesario tomar otras propiedades en Kew, entre las que se incluyó la casa.
El nuevo palacio debía ser «un Nonsuch al estilo de Jorge III», pero en 1810, cuando el rey se vio obligado a retirarse de la vida pública, aún faltaba mucho para completarlo. El estilo de la nueva residencia no le agradó a su sucesor, Jorge IV, el príncipe Regente. En 1828, el Parlamento, después de haber estudiado los gastos reales, ordenó demolerlo y utilizar los materiales ya adquiridos en otras residencias reales. Las escaleras, de hecho, fueron añadidas más tarde al Palacio de Buckingham.
La esposa de Jorge III, la reina Carlota, falleció en la Casa holandesa el 17 de noviembre de 1818. Cuando asumió el trono, la reina Victoria otorgó la mayor parte de los jardines de Kew a la nación, y conservó únicamente la pequeña casa de verano, perteneciente antaño a la reina Carlota, para su uso personal. Conocida como «la casita de la Reina», Victoria la visitó con regularidad hasta 1887, cuando la entregó a la nación en conmemoración de su Jubileo de oro.

## Restauración del palacio de Kew

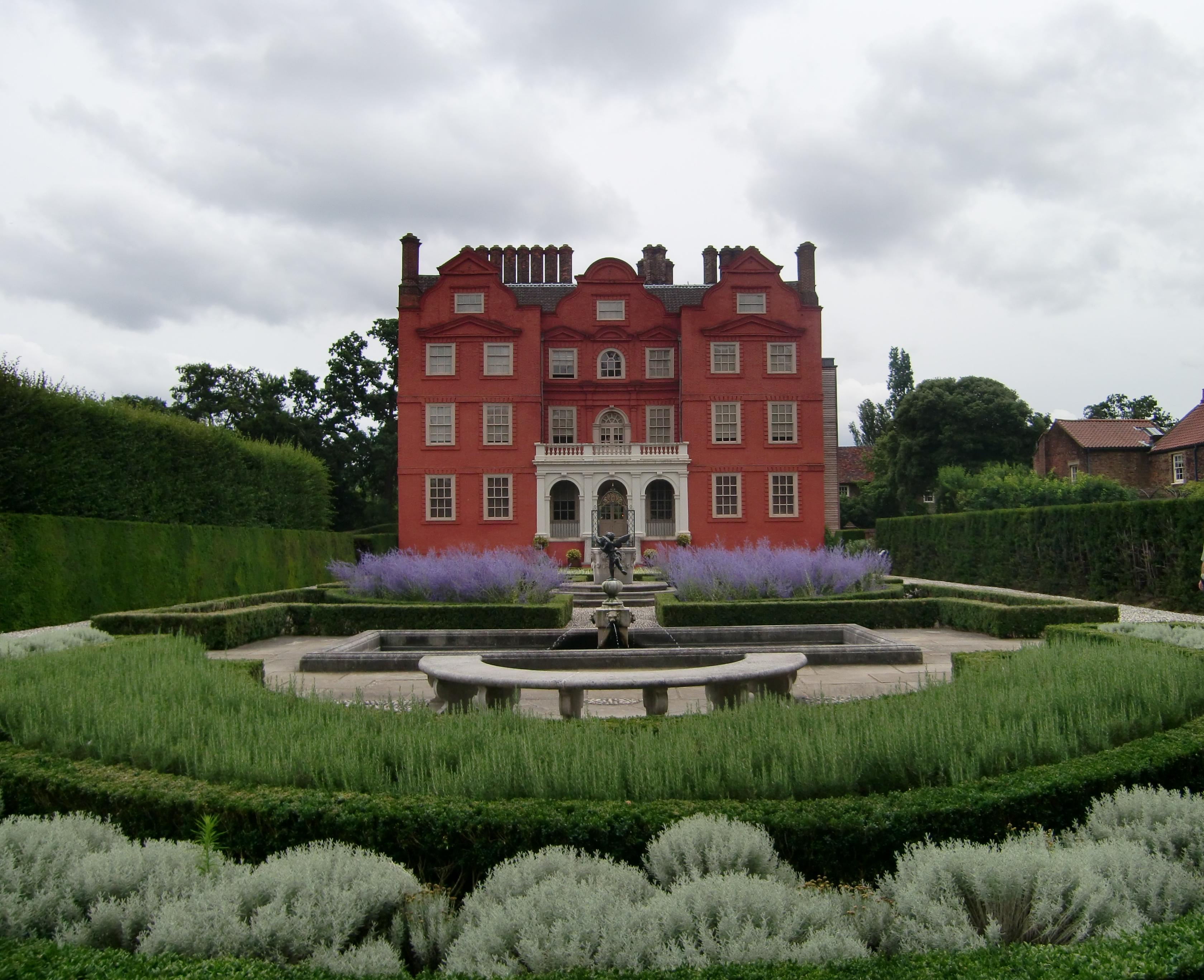
Vista del palacio desde los jardines

El tercero de los edificios nombrados palacio de Kew se ha conservado hasta el presente. Está ubicado en el Real Jardín Botánico de Kew, y pese a su nombre, tiene el tamaño de una mansión. El palacio fue utilizado para una cena organizada por Carlos de Gales para celebrar el 80.º cumpleaños de Isabel II el 21 de abril de 2006. Pocos días más tarde, reabrió como atracción turística, después de haber estado cerrado durante diez años para su restauración.
La restauración no solo incluyó la reconstrucción física del edificio, sino que también se cambiaron todas las cortinas y otras decoraciones interiores, seleccionados por el experto en tejeduría Ian Dale, de Escocia. En el ala oeste, fue añadida una rampa levadiza para permitir el acceso de personas discapacitadas, en lugar de una torre que albergaba tres pisos de lavatorios.